# کورون‌یوکی
کورون‌یوکی (انگلیسی: Kyrönjoki)  رودخانه‌ای در فنلاند است که در قسمت جنوبی استروبوتنیا واقع شده و به خلیج بوتنیا می‌ریزد.